# Yacht
Yacht eller jagt (hollandsk: jacht = jagt/jæger) var oprindeligt betegnelsen for et hurtigt etmastet sejlskib. I dag bruges betegnelsen om forskellige lystbåde, ofte meget dyre luksuriøse motorskibe.

## Den oprindelige jagt
En jagt er i skibsterminologi benævnelsen for et fragtskib med én mast, som regel en pælemast, rigget med gaffelsejl, stagsejl og evt. topsejl.

### Udbredelse
Jagten var som skibstype almindelig i Danmark og nabolandene i 1700- og 1800-tallet. Jagterne sejlede med alle former for last i de indre danske farvande og i Østersøen, samt af og til i Nordsøen.

### Byggemåde
En jagt blev typisk bygget med rund, underløbet stævn og et lodret, hjerteformet agterspejl. Masten står lodret eller hælder lidt forover i skibet. Sejlføringen var almindeligvis jager, klyver, fok, storsejl og topsejl. En jagt blev gerne bygget i størrelsen fra 20 til 60 registertons og havde en besætning på 2 eller 3 mand.